# 良夷
良夷，又稱樂浪夷、樂浪之夷，東亞古代族群，屬於東夷之一。最早的活動記錄可以追溯到商朝，主要活動於朝鮮半島大同江流域（今朝鲜民主主义人民共和国平壤市）一帶，其地為漢朝的樂浪郡。其後裔為朝鮮民族。

## 概論
在周成王時，良夷曾經進貢奇獸，西晉孔晁記載，良夷即樂浪之夷，居住在漢朝樂浪郡。臨近稷慎與濊貊。
在周武王滅商時，箕子率商人東遷，統治良夷之地，建立箕子朝鲜。

## 現代研究
中華人民共和國學者苗威、王文厚、朴文英等人認為，良夷即島夷、嵎夷與明夷，為居住在朝鮮半島漢朝樂浪郡的土著民族。在商朝時，商人隨著箕子，經島夷道（或稱箕子東遷道），與良夷混合，之後再遷往朝鮮半島南部與日本。